# Raionul Radomîșl, Jîtomîr
Radomîșl (în ucraineană Радомишльський район, transliterat: Radomîșlskîi raion) este un raion în regiunea Jîtomîr, Ucraina. Reședința sa este orașul Radomîșl.

## Demografie
Componența lingvistică a raionului Radomîșl
     Ucraineană (97,24%)
     Rusă (2,54%)
     Alte limbi (0,13%)
Conform recensământului din 2001, majoritatea populației raionului Radomîșl era vorbitoare de ucraineană (97,24%), existând în minoritate și vorbitori de rusă (2,54%).